# 12 iulie
ianuarie • februarie • martie  • aprilie  • mai  • iunie  • iulie  • august  • septembrie  • octombrie  • noiembrie  • decembrie
12 iulie este a 193-a zi a calendarului gregorian și a 194-a zi în anii bisecți. Mai sunt 172 de zile până la sfârșitul anului.

## Evenimente

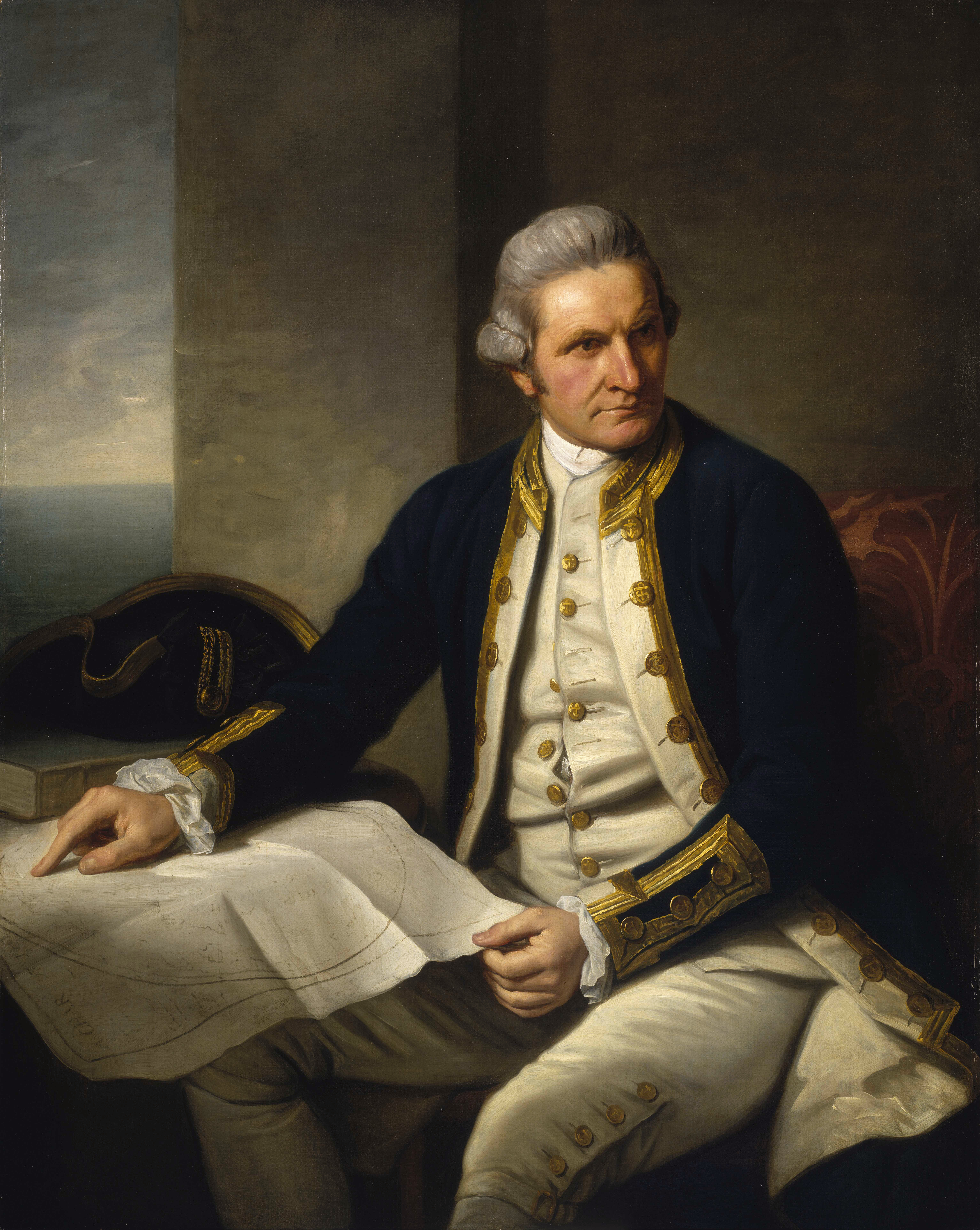
1776: Căpitanul englez James Cook începe cea de-a treia călătorie a sa în jurul lumii, cea în care își va pierde viața.

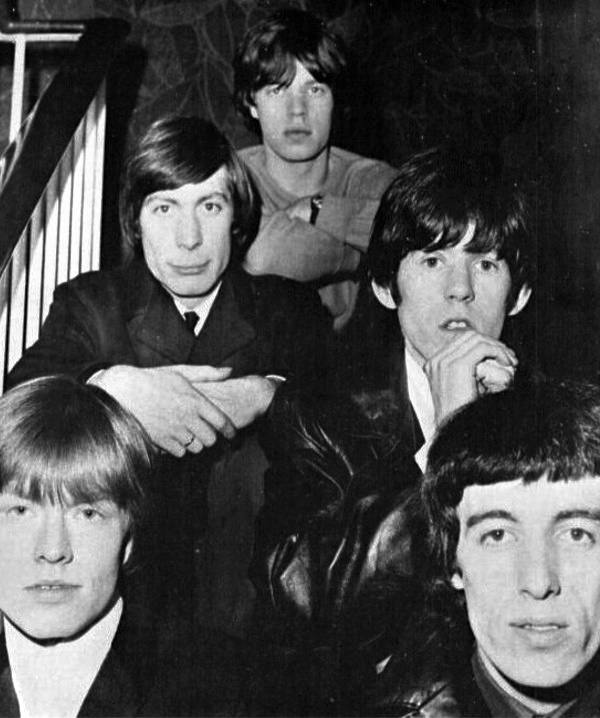
1962: Trupa The Rolling Stones debutează la Clubul Marquee din Londra.

- 1191: Cruciada a treia: Garnizoana lui Saladin se predă lui Filip al II-lea al Franței, punând capăt asediului de doi ani al orașului Acre.[1]
- 1335: Papa Benedict al XII-lea emite bula papală Fulgens sicut stella matutina pentru a reforma Ordinul cistercian.[2]
- 1470: Otomanii cuceresc Negroponte, capitala posesiunii venețiene Eubea din Grecia Centrală. Asediul a durat aproape o lună și, în ciuda pierderilor mari suferite de otomani, s-a încheiat cu capturarea orașului și a insulei Eubea de către otomani.[3]
- 1475: Ștefan cel Mare, domnul Moldovei (1457-1504), a recunoscut suzeranitatea regelui Ungariei și a obținut sprijinul lui Matei Corvin în lupta împotriva turcilor.
- 1543: Regele Henric al VIII-lea al Angliei se căsătorește cu cea de-a șase și ultima soție, Catherine Parr, la Hampton Court Palace.[4]
- 1776: James Cook începe cea de-a treia călătorie a sa în jurul lumii, cea în care își va pierde viața.
- 1859: Alexandru Ioan Cuza înființează Oficiul Central de Statistică Administrativă precursor al actualului Institut Național de Statistica.
- 1906: După aproape 12 ani de la condamnarea sa în afacerea Dreyfus, Alfred Dreyfus este exonerat oficial de o comisie militară. A doua zi după exonerarea sa, a fost readmis în armată cu promovare la gradul de maior (Chef d'Escadron). O săptămână mai târziu, el a fost numit Cavaler al Legiunii de Onoare [5] și, ulterior, a fost desemnat să comande o unitate de artilerie la Vincennes.
- 1916: Au loc două atacuri de rechini într-o singură zi în Matawan Creek, lângă Matawan, New Jersey. Incidentul, care a provocat doi morți, este cel mai grav dintre atacurile de rechini în largul coastei New Jersey care au avut loc în perioada 1-12 iulie și în care patru persoane au murit și una a fost rănită. Incidentele l-au inspirat pe scriitorul Peter Benchley să scrie romanul său Fălci.
- 1918: Nava de luptă a Marinei Imperiale Japoneze Kawachi explodează la Shunan, vestul Honshu, Japonia, omorând cel puțin 621 de persoane.
- 1920: Este semnat Tratatul de pace sovieto-lituanian, prin care Rusia sovietică recunoaște independența Lituaniei.
- 1924: Cursa de cros individual masculin (10,65 km lungime) de la Jocurile Olimpice de vară de la Paris devine bătălia căldurii de la Colombes. Traseul a fost neobișnuit de dificil, incluzând poteci de piatră care erau acoperite de ciulini și buruieni până la genunchi. Acest lucru, combinat cu condițiile meteorologice extreme de peste 40 °C și cu gazele nocive emise de o centrală electrică din apropierea traseului, a făcut ca doar 15 din cei 38 de participanți să treacă linia de sosire.[6] După eveniment, atât Crucea Roșie, cât și poliția locală au petrecut ore întregi căutând alergători care au leșinat pe traseu.[6] Finlandezul Paavo Nurmi ajunge primul.
- 1937: Expoziția Mondială de la Paris: Guernica lui Pablo Picasso este expusă pentru prima dată publicului.
- 1941: Al Doilea Război Mondial: Prima manifestare oficială a Alianței pentru formarea unei coaliții antifasciste, acordul anglo-sovietic de ajutor reciproc.
- 1943: Al Doilea Război Mondial: Bătălia de la Kursk: Forțele germane și sovietice se angajează în Bătălia de la Prokhorovka, una dintre cele mai mari confruntări blindate din toate timpurile.
- 1960: Franța a acceptat să acorde independența statelor Nigeria, Volta Superioară, Coasta de Fildeș, Ciad, Africa Centrală și Congo.
- 1961: Din cauza unei defecțiuni structurale, barajele de la Panshet și Khadakwasla din statul indian Maharashtra „cad în cascadă”. Centrul vechi al orașului Pune este inundat și între 1000 și 2000 de persoane sunt ucise.
- 1962: Trupa The Rolling Stones debutează la Clubul Marquee din Londra.
- 1987: Jefuirea Depozitului de Valori Knightsbridge - Hoții au plecat cu o pradă în valoare de aproximativ 66 de milioane de dolari (echivalentul a aproximativ 130 de milioane de dolari 2012). În august a fost arestat italianului Valerio Viccei, care mai târziu a scris o carte despre jaf.
- 2000: La Manila a fost semnat un acord de stabilire a relațiilor diplomatice între Filipine și RPD Coreeană.
- 2000: Modulul rus „Zvezda", al treilea element al Stației Spațiale Internaționale (ISS), a fost amplasat pe orbită, la numai zece minute după decolarea rachetei purtătoare Proton-K de pe cosmodromul Baikonur din Kazahstan.
- 2003: Ia naștere proiectul ro.wp, versiunea românească a proiectului Wikipedia.
- 2006: Începutul crizei din Orientul Mijlociu când Hezbollahul șiit libanez a capturat doi soldați israelieni la frontiera israeliano-libaneză.

## Nașteri
- 1468: Juan del Encina, poet, dramaturg spaniol (d. 1530)
- 1596: Mihail I al Rusiei (d. 1645)
- 1675: Evaristo Felice Dall'Abaco, compozitor și violonist italian (d. 1742)
- 1812: Mirza Fatali Akhundov, scriitor și filozof azer (d. 1878)
- 1813: Claude Bernard,  medic și fiziolog francez (d. 1878)
- 1817: Henry David Thoreau, scriitor și filosof american (d. 1862)
- 1824: Eugène Boudin, pictor francez (d. 1898)
- 1828: Nikolai Cernîșevski, filosof materialist rus (d. 1889)
- 1852: Hipólito Yrigoyen, politician argentinian, al 19-lea și 21-lea președinte al Argentinei (d. 1933)

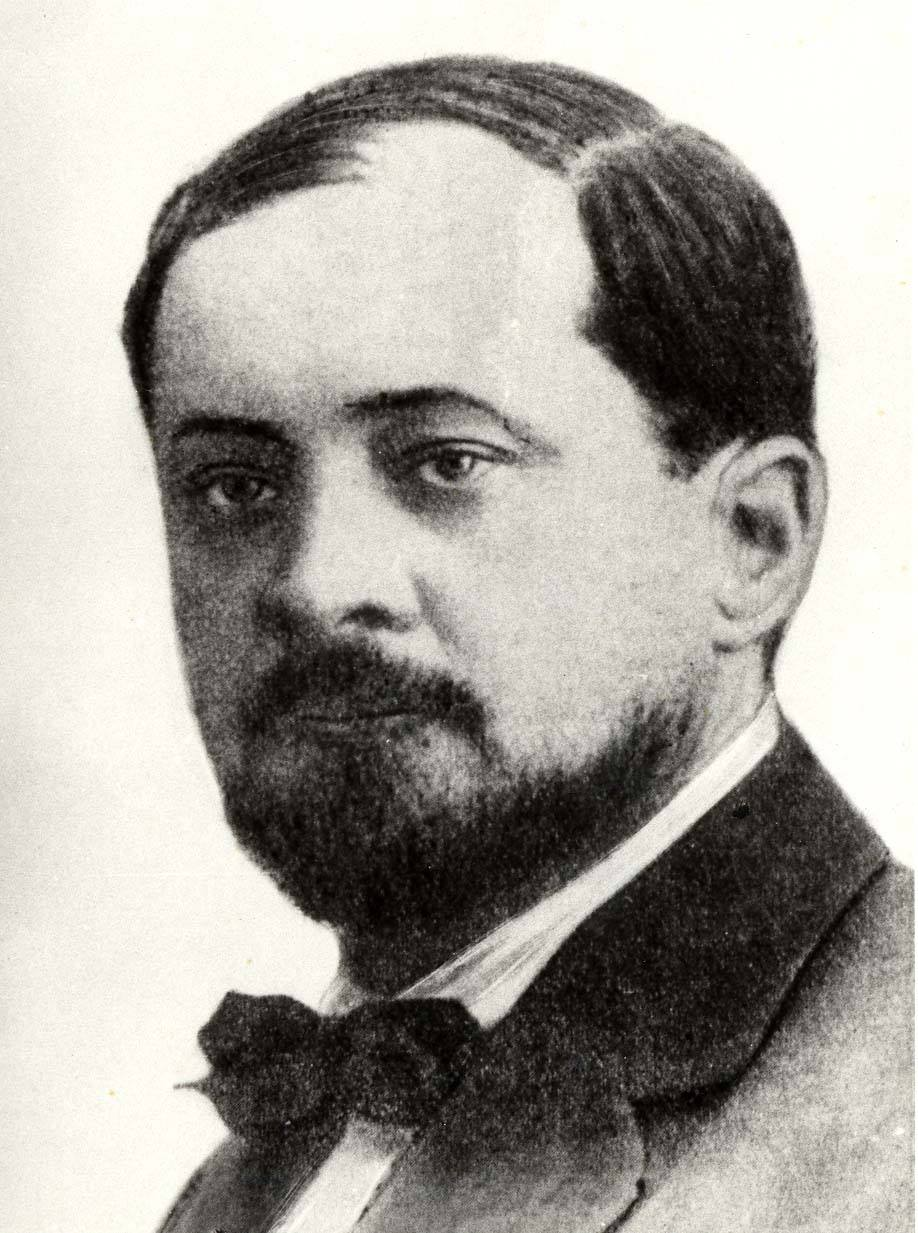
Traian Lalescu, matematician român
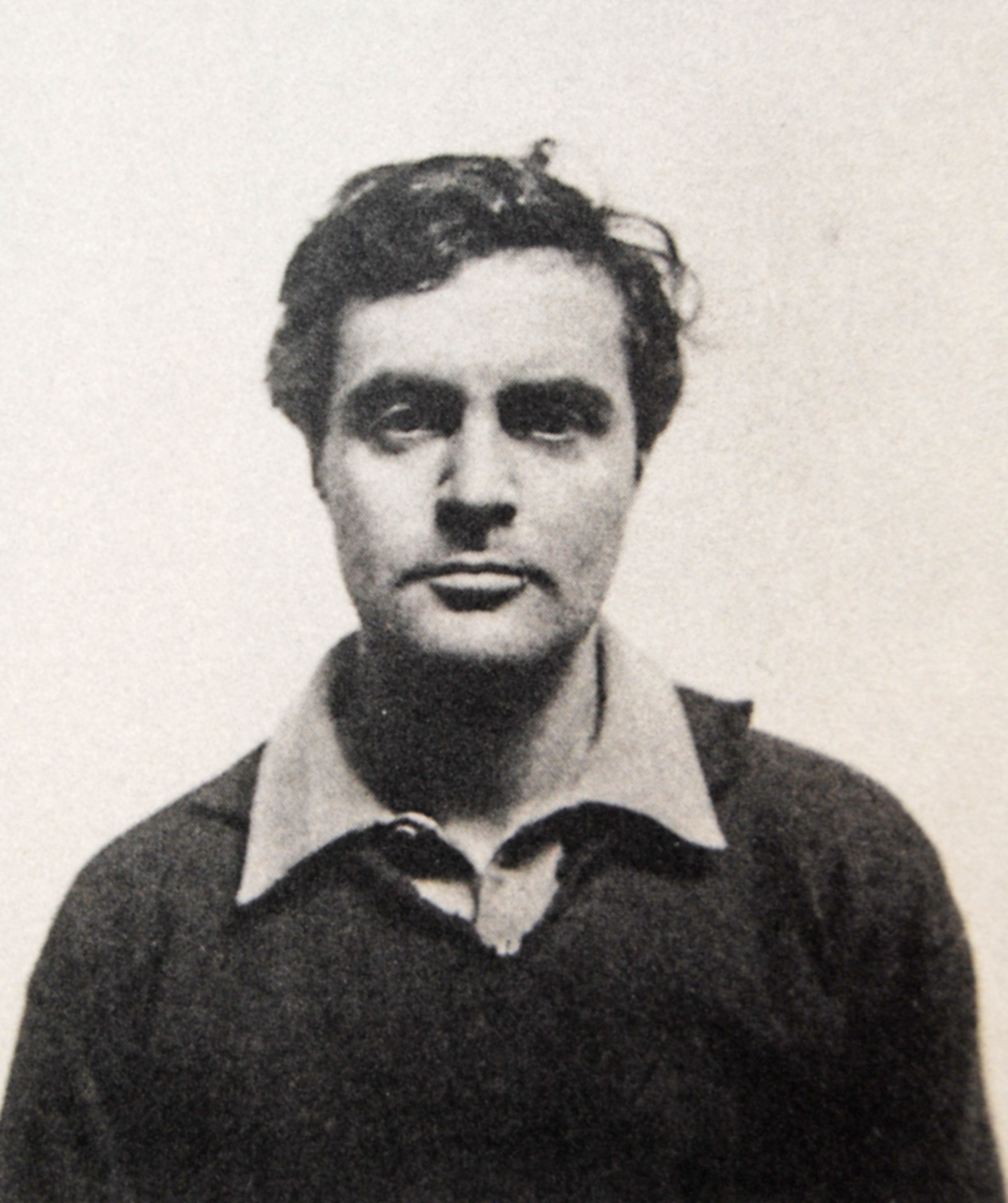
Amedeo Modigliani, pictor și sculptor italian
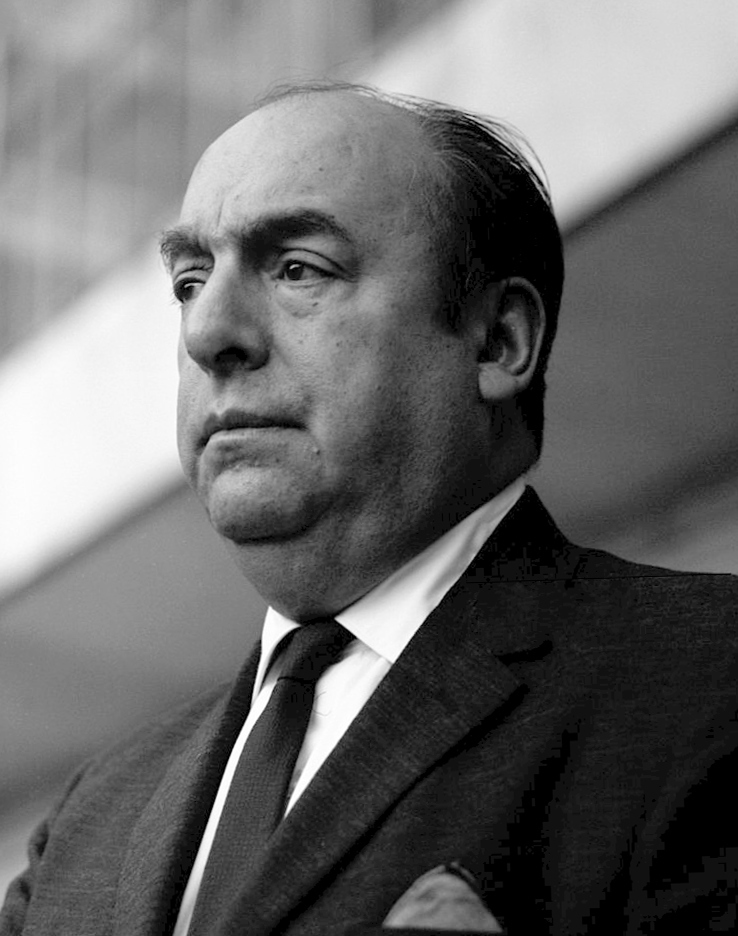
Pablo Neruda, poet chilian

- 1854: George Eastman, inventator american (d. 1932)
- 1863: Charles Cottet, pictor francez (d. 1925)
- 1870: Louis al II-lea, Prinț de Monaco (d. 1949)
- 1876: Max Jacob, poet francez (d. 1944)
- 1882: Traian Lalescu, matematician român, membru al Academiei Române  (d. 1929)
- 1884: Amedeo Modigliani, pictor și sculptor italian (d. 1920)
- 1884: Louis B. Mayer, producător ruso-american de film (d. 1957)
- 1892: Bruno Schulz, pictor polonez de origine evreu  (d. 1942)
- 1895: Buckminster Fuller, inventator, inginer și arhitect american (d. 1983)
- 1904: Pablo Neruda (Neftali Reyes Basualdo), poet chilian, laureat Nobel (d. 1973)
- 1909: Constantin Noica, filosof și eseist român (d. 1988)
- 1913: Willis Lamb, fizician american, laureat Nobel  (d. 2008)
- 1928: Elias James Corey, chimist american, laureat Nobel
- 1929: Tayeb Salih, scriitor sudanez (d. 2009)
- 1930: Janina Ianoși, traducătoare și eseistă română (d. 2017)
- 1933: Alexandru Ivasiuc, prozator și eseist român (d. 1977)

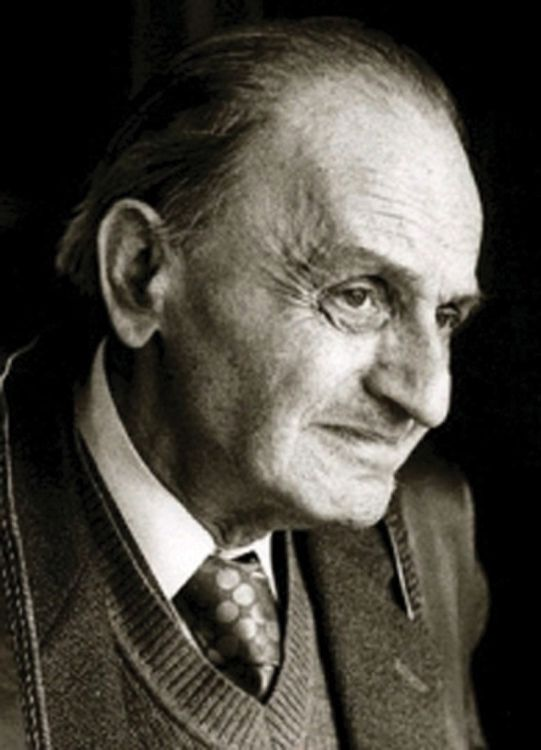
Constantin Noica, filosof român
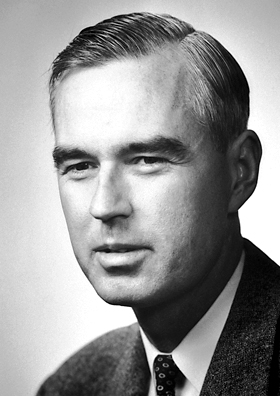
Willis Lamb, fizician american, laureat Nobel
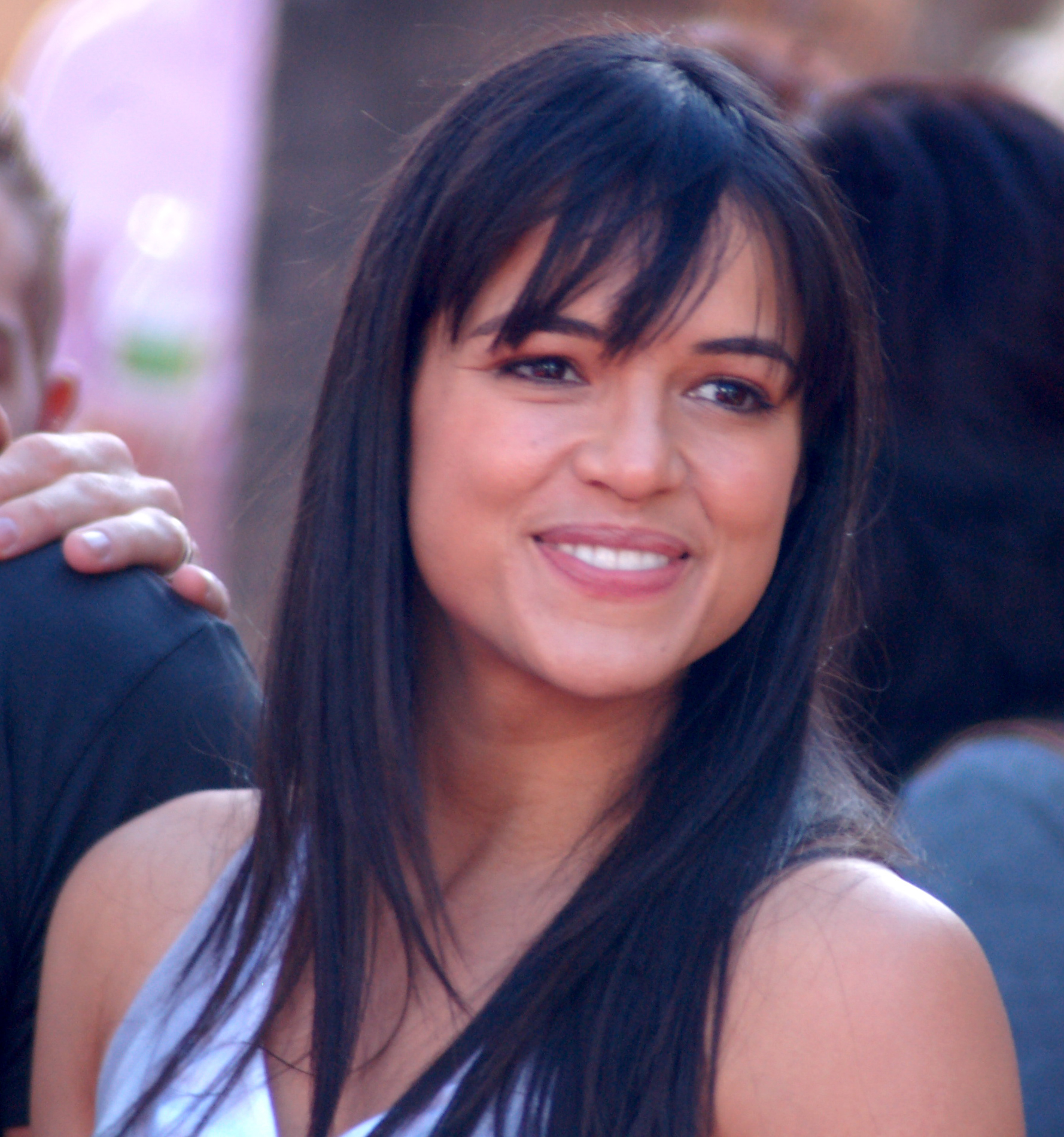
Michelle Rodriguez, actriță americană

- 1937: Bill Cosby, comediant, actor, producător american
- 1937: Lionel Jospin, politician francez, al 165-lea prim-ministru al Franței
- 1938: Jorj Voicu, actor român de teatru și film (d. 1991)
- 1943: Radu F. Alexandru (Radu Alexandru Feldman), politician, scriitor, scenarist român
- 1951: Petru Bogatu, scriitor și jurnalist din Republica Moldova (d. 2020)
- 1957: Maria-Eugenia Olaru, scriitoare română
- 1959: Charlie Murphy, actor, comedian și scenarist american (d. 2017)
- 1962: Anca Constantinescu, politician român
- 1965: Damian Florea, politician român
- 1967: Luis Abinader, om de stat dominican, președintele Republicii Dominicane
- 1967: John Petrucci, chitarist, cântăreț, compozitor american (Dream Theater)
- 1975: Kristen Michal, politician eston, prim-ministru al Estoniei
- 1978: Michelle Rodriguez, actriță americană
- 1996: Constantin Adam, canotor român.

## Decese
- 1536: Erasmus din Rotterdam, scriitor și filosof olandez (n. 1469)
- 1645: Mihail I al Rusiei (n. 1596)
- 1712: Richard Cromwell, fiul lui Oliver Cromwell (n. 1626)
- 1742: Evaristo Felice Dall'Abaco, compozitor italian (n. 1675)
- 1797: Ienăchiță Văcărescu, poet, filolog, istoric român (n. 1740)
- 1804: Alexander Hamilton, politician american, unul din părinții fondatori ai Statelor Unite ale Americii (n. 1755)
- 1850: Robert Stevenson, inventator și inginer britanic; a inventat luminile intermitente și fulgerătoare și hidroforul (n. 1772)
- 1855: Pavel Nahimov, amiral rus (n. 1802)
- 1885: Mihail Cristodulo Cerchez, general român, participant la Războiul de Independență (n. 1839)

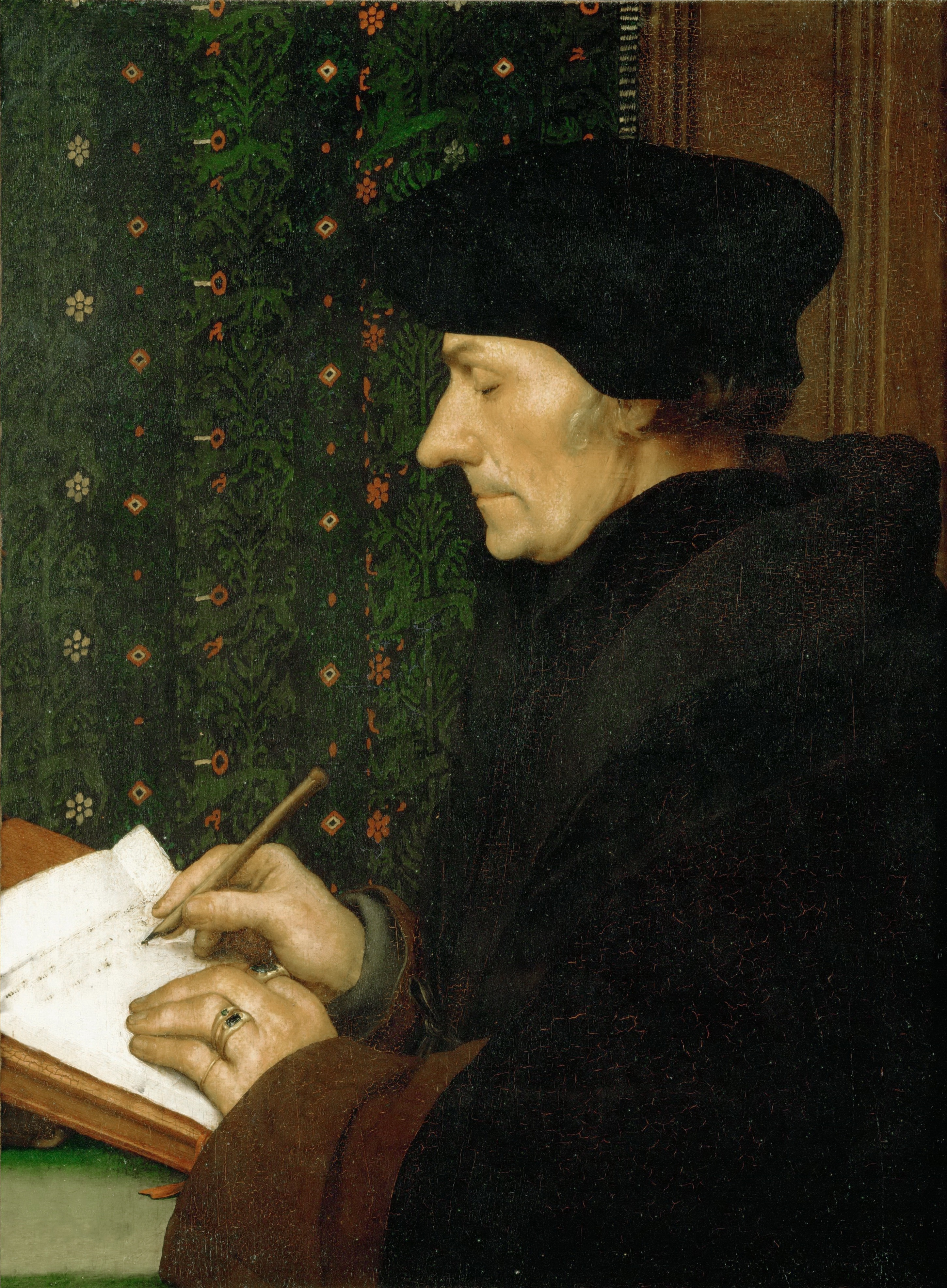
Erasmus din Rotterdam, scriitor și filosof olandez
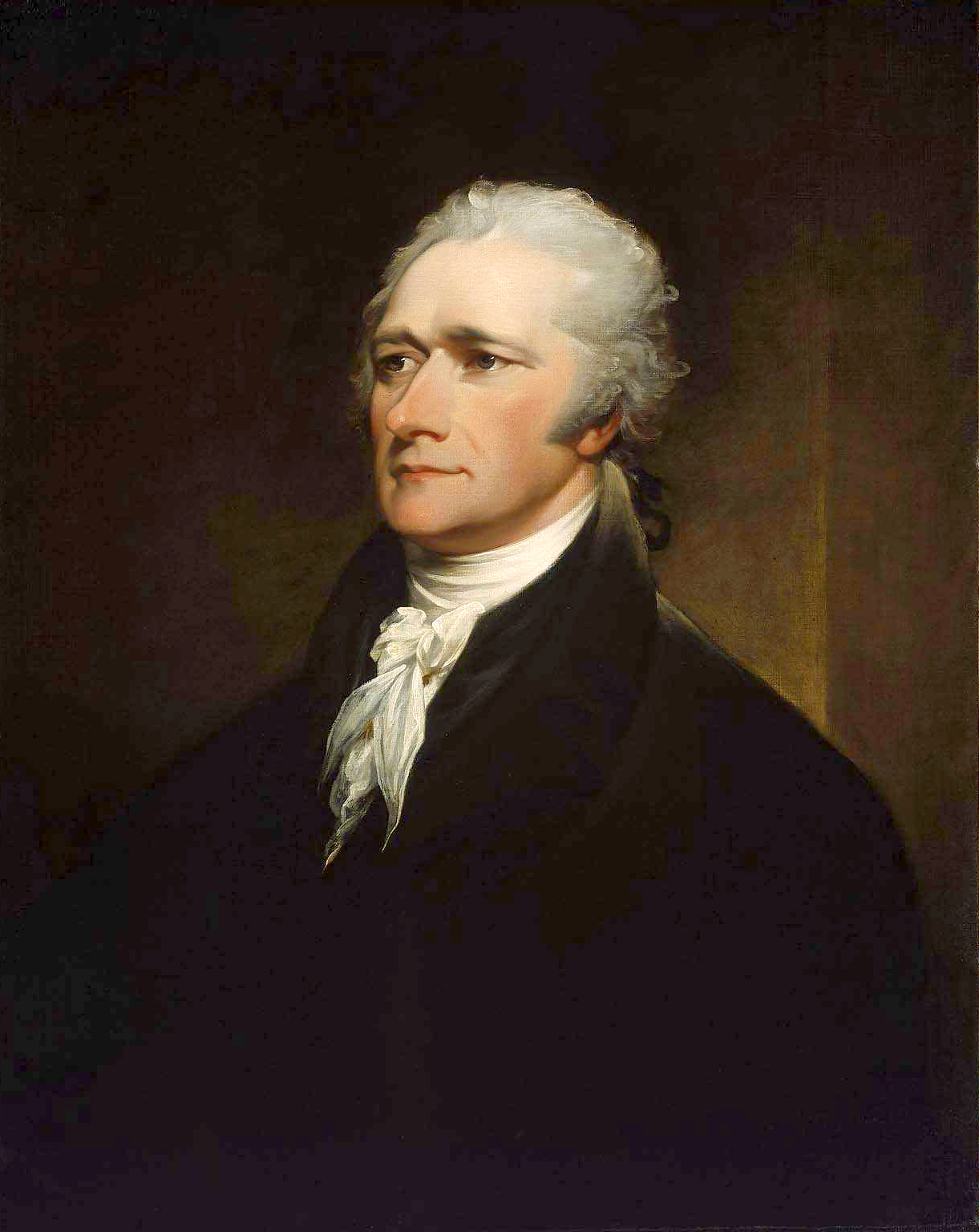
Alexander Hamilton, politician american
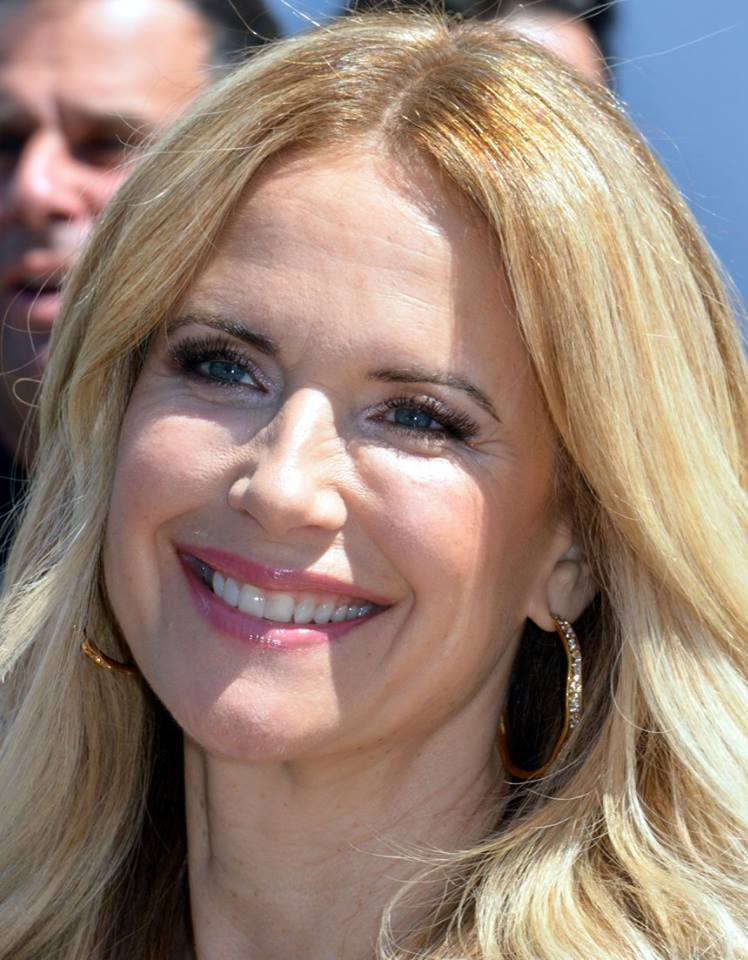
Kelly Preston, actriță americană

- 1887: Florian Aaron, participant la Revoluția de la 1848 (n. 1805)
- 1905: Gheorghe Popovici, istoric român, membru corespondent al Academiei Române (n. 1863)
- 1910: Charles Stewart Rolls, constructor american de automobile și aviator (n. 1877)
- 1935: Alfred Dreyfus, ofițer francez, personajul central în afacerea Dreyfus (n. 1859)
- 1945: Lipót Ács (Lipót Auerbach), scriitor, designer, pedagog maghiar (n. 1868)
- 1949: Douglas Hyde, primul președinte al Irlandei între 1938 și 1945 (n. 1860)
- 1966: Daisetz Teitaro Suzuki, un învățat al școlii Rinzai (n. 1870)
- 1985: Alexandru Bidirel, rapsod popular român (n. 1918)
- 1986: George Calboreanu, actor român de teatru și film (n. 1896)
- 1988: Joshua Logan, regizor de film și dramaturg american (n. 1908)
- 1999: Mircea Nedelciu, prozator și eseist român (n. 1950)
- 2004: Mioara Avram, lingvistă română (n. 1932)
- 2007: Blaga Aleksova, arheologă macedoneană (n. 1922)
- 2010: Lucia Mureșan, actriță română (n. 1938)
- 2014: Emil Bobu, comunist român, ministru, secretar al CC al PCR (n. 1927)
- 2020: Kelly Preston, actriță americană (n. 1962)

## Sărbători
- Sărbători religioase
  - Nathan Söderblom  (calendarul evanghelic)
- Zile onomastice
  - Felix
- Sărbători naționale
  - Kiribati: independența față de Marea Britanie (1979)
  - São Tomé și Príncipe: independența față de Portugalia (1975 )